# Port lotniczy Contadora
Port lotniczy Contadora – jeden z panamskich portów lotniczych, zlokalizowany na wyspie Contadora.